# کیرشهایم اونتر تک
شهر کیرشهایم اونتر تک (به آلمانی: Kirchheim unter Teck) در ایالت بادن-وورتمبرگ در کشور آلمان واقع شده‌است.